# Hesperis nivea
Hesperis nivea là một loài thực vật có hoa trong họ Cải. Loài này được Baumg. mô tả khoa học đầu tiên năm 1816.